# Seitingen-Oberflacht
Seitingen-Oberflacht es un municipio alemán con unos 2.300 habitantes en el distrito de Tuttlingen en el estado federado de Baden-Wurtemberg. Seitingen y Oberflacht se fusionaron el 1 de enero de 1975.